# 리히텐슈타인 후자 프란츠 요제프
리히텐슈타인 후자 프란츠 요제프(Prince Franz Josef of Liechtenstein, 1962년 11월 19일 ~ 1991년 2월 28일)는 리히텐슈타인의 후자이다.
리히텐슈타인의 후작 프란츠 요제프 2세와 게오르기나 폰 빌체크의 4남 1녀 중 사남이자 막내이고, 리히텐슈타인의 후작 한스아담 2세의 막내 남동생이다. 